# AACTA Award du meilleur film
L’AACTA Award du meilleur film (AACTA Award for Best Film) est une récompense cinématographique australienne décernée chaque année depuis 1969 par l'Australian Academy of Cinema and Television Arts, laquelle décerne également tous les autres AACTA Awards.
À l'origine appelé AFI Award du meilleur film, l'intitulé actuel date de 2012, lorsque l'Australian Film Institute a été remplacé par l'Australian Academy of Cinema and Television Arts.

## Palmarès

### AFI Awards(de 1969 à 2010)

#### Années 1960
- 1969 : Jack and Jill: A Postscript de Phillip Adams et Brian Robinson

#### Années 1970
- 1970 : Three to Go : Michael de Peter Weir
- 1971 : Homesdale de Peter Weir
- 1972 : Stork  de Tim Burstall
- 1973 : 27A de Esben Storm
- 1974-1975 : Sunday Too Far Away de Ken Hannam
- 1976 : The Devil's Playground de Fred Schepisi
- 1977 : Storm Boy de Henri Safran
- 1978 : Newsfront de Phillip Noyce
- 1979 : Ma brillante carrière (My Brilliant Career) de Gillian Armstrong

#### Années 1980
- 1980 : Héros ou Salopards (Breaker Morant) de Bruce Beresford
- 1981 : Gallipoli de Peter Weir
- 1982 : Lonely Hearts de Paul Cox
- 1983 : Careful, He Might Hear You de Carl Schultz
- 1984 : Annie's Coming Out de Gil Brealey
- 1985 : Bliss de Ray Lawrence
- 1986 : Malcolm de Nadia Tass
- 1987 : The Year My Voice Broke de John Duigan
- 1988 : The Navigator: A Medieval Odyssey de Vincent Ward
- 1989 : Un cri dans la nuit (Evil Angels) de Fred Schepisi

#### Années 1990
- 1990 : Flirting de John Duigan
- 1991 : Proof de Jocelyn Moorhouse
- 1992 : Ballroom Dancing (Strictly Ballroom) de Baz Luhrmann
- 1993 : La Leçon de piano (The Piano) de Jane Campion
- 1994 : Muriel (Muriel's Wedding) de Paul John Hogan
- 1995 : Angel Baby de Michael Rymer
- 1996 : Shine de Scott Hicks
- 1997 : Kiss or Kill de Bill Bennett
- 1998 : The Interview de Craig Monahan
- 1999 : Two Hands de Gregor Jordan

#### Années 2000
- 2000 : Looking for Alibrandi – produit par Robyn Kershaw
  - Better Than Sex – produit par Frank Cox et Bruna Papandrea
  - Bootmen – produit par Hilary Linstead
  - Chopper – produit par Michele Bennett
- 2001 : Lantana – produit par Jan Chapman
  - The Bank (en) – produit par John Maynard
  - L'Antenne (The Dish) – produit par Santo Cilauro, Tom Gleisner, Michael Hirsh, Jane Kennedy et Rob Sitch
  - Moulin Rouge (Moulin Rouge!) – produit par Baz Luhrmann, Fred Baron et Martin Brown
- 2002 : Le Chemin de la liberté (Rabbit-Proof Fence) – produit par Phillip Noyce, Christine Olsen et John Winter
  - Australian Rules – produit par Mark Lazarus
  - Beneath Clouds – produit par Teresa-Jayne Hanlon
  - The Tracker – produit par Julie Ryan et Rolf de Heer
- 2003 : Japanese Story – produit par Sue Maslin
  - Alexandra's Project – produit par Rolf de Heer et Antonio Zeccola
  - Gettin' Square – produit par Martin Fabinyi, Timothy White et Trisha Lake
  - The Rage in Placid Lake – produit par Marian McGowan
- 2004 : Somersault – produit par Anthony Anderson et Jan Chapman
  - Love's Brother – produit par Jane Scott
  - Old Man Who Read Love Stories – produit par Julie Ryan
  - Tom White – produit par Daniel Scharf
- 2005 : Look Both Ways – produit par Bridget Ikin, Barbara Masel et Andrew Myer
  - Little Fish – produit par Robert Mullis, Devesh Chetty et Kirk D'amico
  - Oyster Farmer – produit par Anthony Buckley et Piers Tempest
  - The Proposition – produit par Chris Brown, Jackie O'Sullivan, Chiara Menage et Cat Villiers
- 2006 : 10 canoës, 150 lances et 3 épouses (Ten Canoes) – produit par Rolf de Heer et Julie Ryan
  - Candy – produit par Margaret Fink et Emile Sherman
  - Jindabyne, Australie (Jindabyne) – produit par Philippa Bateman, Garry Charny et Catherine Jarman
  - Kenny – produit par Clayton Jacobson et Rohan Timlock
- 2007 : Romulus, My Father – produit par Robert Connolly et John Maynard
  - The Home Song Stories – produit par Michael McMahon et Liz Watts
  - Lucky Miles – produit par Jo Dyer et Lesley Dyer
  - Noise – produit par Trevor Blainey
- 2008 : The Black Balloon – produit par Tristram Miall et Toni Collette
  - The Jammed – produit par Dee McLachlan et Andrea Buck
  - The Square – produit par Louise Smith
  - Unfinished Sky – produit par Cathy Overett et Anton Smit
- 2009 : Samson et Delilah (Samson and Delilah) – produit par Kath Shelper
  - Balibo – produit par Anthony LaPaglia, John Maynard, Dominic Purcell et Rebecca Williamson
  - Beautiful Kate – produit par Bryan Brown et Leah Churchill-Brown
  - Blessed – produit par Al Clark, Barbara Gibbs, Phil Hunt, Marian Macgowan et Compton Ross
  - Mao's Last Dancer – produit par Jane Scott
  - Mary et Max (Mary and Max) – produit par Melanie Coombs

#### Années 2010
- 2010 : Animal Kingdom – produit par Liz Watts
  - Bran Nue Dae – produit par Robyn Kershaw et Graeme Isaac
  - Bright Star – produit par Jan Chapman et Caroline Hewitt
  - Commandos de l'ombre (Beneath Hill 60) – produit par Bill Leimbach
  - L'Arbre (The Tree) – produit par Sue Taylor et Yaël Fogiel
  - Demain, quand la guerre a commencé (Tomorrow, When the War Began) – produit par Andrew Mason et Michael Boughen

### AACTA Awards(depuis 2012)

#### Années 2010
- 2012 : Red Dog – produit par Nelson Woss and Julie Ryan
  - The Eye of the Storm – produit par Antony Waddington, Gregory J. Read et Fred Schepisi
  - The Hunter – produit par Vincent Sheehan
  - Mad Bastards – produit par David Jowsey, Alan Pigram, Stephen Pigram et Brendan Fletcher
  - Oranges and Sunshine – produit par Camilla Bray, Emile Sherman et Iain Canning
  - Les Crimes de Snowtown (Snowtown) – produit par Anna McLeish et Sarah Shaw
- 2013 : Les Saphirs (The Sapphires) – produit par Rosemary Blight et Kylie du Fresne
  - Burning Man – produit par Andy Paterson et Jonathan Teplitzky
  - Lore – produit par Karsten Stöter, Liz Watts, Paul Welsh et Benny Drechsel
  - Wish You Were Here – produit par Angie Fielder
- 2014 : Gatsby le Magnifique (The Great Gatsby)
  - Dead Europe
  - Mystery Road
  - The Rocket
  - Satellite Boy
  - The Turning
- (Janvier) 2015 : Mister Babadook (The Babadook) et La Promesse d'une vie ( The Water Diviner)
  - Charlie's Country
  - Prédestination (Predestination)
  - Les Voies du destin (The Railway Man)
  - Tracks
- (Novembre) 2015 : Mad Max: Fury Road
  - Haute Couture (The Dressmaker)
  - Holding the Man
  - Last Cab to Darwin
  - Paper Planes
- 2016 : Tu ne tueras point (Hacksaw Ridge)
  - The Daughter
  - Fantastic Birthday (Girl Asleep)
  - Goldstone
  - Tanna
- 2017 : Lion
  - Ali's Wedding
  - Berlin Syndrome
  - Hounds of Love
  - Jasper Jones
- 2018 : Sweet Country
  - Boy Erased
  - Breath
  - Cargo
  - Ladies in Black